# ザンキゼロ
『ザンキゼロ』（ZANKI∞ZERO）は、スパイク・チュンソフトより2018年7月5日に発売されたゲームソフト。PlayStation 4・PlayStation Vitaのマルチプラットフォーム。
スパイク・チュンソフトの新規IPによるRPG。プロデュースの寺澤善徳やディレクションの菅原隆行など『ダンガンロンパシリーズ』のスタッフが中心となって制作される。開発担当はランカース。人類最後の生き残りとなった8人のクローン人間達が死と再生を繰り返しながら、文明が崩壊した世界でサバイバル生活をおくるという内容。章ごとに主人公が変わる複数主人公制を取っている。
キャッチコピーは「人類滅亡まで残機8人」。

## ストーリー
西暦2018年。あの夏の夜。 たった一晩で、世界は終わっていた。 廃墟が漂うこの地球[ホシ]で、僕らはまだ、生きている。 廃墟が漂流する地球。 ビル、住宅、電柱、車、信号機、アスファルト― 現代文明は滅び、海を漂う廃墟となっていた。 
そんな廃墟で目覚めた8人はクローン人間であった。 僅か13日で成長し、寿命を迎える。 彼らは例え生命活動が停止しても、所定の手順を踏むことにより新たな肉体で再生[エクステンド]することができる。
8人は世界が破滅した理由と失った記憶を取り戻すためにサバイバル生活を送ることとなる。

## ゲームシステム
概要
プレイヤーは、8人のクローン人間を操作して、人類再興のカギを握るエクステンドマシンを完成させるために、パーツを集めていく。
パーツは廃墟と呼ばれるダンジョンに隠されており、最奥部にいるボスを倒すことで入手することができる。
しかし、廃墟には特異な進化を遂げたらしき様々な動物やクリーチャと呼ばれる怪物が徘徊しており、さらに落とし穴や矢のトラップなども仕掛けられている危険地帯となっている。加えて、短い寿命もあって容赦なくその命を奪われていくこと請け合いである。
これに対してプレイヤーは死亡したメンバーをエクステンドマシンを使って蘇生し、さらにシガバネボーナスという仕組みを利用することで不利を覆して探索を進めていくことになる。
また、サバイバルなので空腹や便意といったパラメータの変化により行動に制限が出る場合があり、アイテムなどを駆使してうまく回避したり回避しなかったりするのが主なプレイ方法である。
探索
フィールドは3Dダンジョン式になっており、十字キー・×ボタン・LRキーなどで移動・操作キャラクター（アクティブキャラクター）変更、左スティックでカーソル操作、□ボタンで攻撃、△ボタンで持ち物、○ボタンでアイテム取得およびクリオネ、OPTIONボタンでメニュー、となっている。移動方法はコンフィグで変更可能。方向キー上の二度押しで前方へダッシュする。
ターンというものはなく、ただ立っているだけでも時間が経過する。敵との戦闘でも同様であり、相手の攻撃に合わせて範囲外まで移動することで回避できる。一方、アイテムメニューやマップを開いている間も時間は止まらないので、整理などをしている間に攻撃を受ける場合もある。
廃墟では、フロア移動時にある程度時間が経過していると日数経過が発生する。この際、生存日数が規定値に到達すると幼年期→青年期→壮年期→老年期→老衰（死亡）とシフトしていく。老衰までの日数は、後述のシガバネボーナスによって青年期・壮年期が2日まで延長され、最大で17日となる。
探索中は時間経過でスタミナが減少していき、これが尽きるとHPが減少していくようになる。これを回避するためには食事をする必要があるが、何かしらを食べるたびに便意が、さらに各人に設定された嫌いなものや生肉などを食べた場合はストレスおよびクリオネの侵食度が上昇してしまう。これらが最大になるとペナルティが発生する。ただし、発生状態で死ぬとシガバネボーナスが発生する。便意はトイレを使用することで、ストレスは好物や水を口にすることで減少させることができる。なお、各人に固有の食物アレルギーが存在する。（調理済みを含めて）アレルギー対象や毒物を食べると死亡してしまうが、後述のシガバネボーナスにより以降は平気となる。
主に廃墟の最奥部では、「ザンキハッチ」というものがあり8人全員生存していないと開けることができない。ただし、一度開けてしまえば基本的に出入りしても開いたままである。
攻略中の廃墟では特定の場所でイベントが発生する。イベントではメンバー同士の会話が発生するが、この時点で死亡しているキャラクターも普通に会話に参加する。
クリアした廃墟では、青いマーカーのイベントポイントが出現する。この場所に到達するとイベントが発生し、大量のスコアが獲得できる。特定のキャラクターが青年期などの条件が設けられている場合もあり、こういったケースではスチルが表示される場合がある。
なお、マップを埋めきったところでトロフィーの獲得などはない。
廃墟内では難易度ごとに決まった割合だけ所持スコアを消費してベースへと帰還することができる（時間は経過しない）。これはスコアが0であっても使用可能。また、ベースから廃墟に移動する場合は日数経過は起こらない。
障害物
廃墟の中には様々な障害物が設置されており、容易に進行することはできなくなっている。仕掛けの類は一度起動させると、扉の類は前方に捉えるとマップに表示されるが、罠の類は壁に埋め込まれたものはマップに表示されないので注意が必要。
- スイッチ：レバー式＆押しボタン式はレバー、踏みボタン式は丸いボタンで表示される。一定時間後に仕掛けが稼働する・何かが乗り続けていないと稼働しないなど様々なパターンがある。
- 扉：通常の扉は観音開き、スイッチ式は防火シャッター、アイテムで開く扉は電子ロックで表示される。また、偶数または奇数日のみ開く連動扉は灰色の巻き取りシャッターで表示され、他はすべて緑。
- 罠：落とし穴は丸い黒穴、床トラップは雷マーク、つまずき石は赤い丸で表示される。特定範囲にダメージが発生するエフェクトが発生する。スイッチによって稼働したり停止したりする場合がある。

アイテム
フィールドにはアイテムが落ちている場合があり、カーソルを合わせて○ボタンで回収できる。回収するのはアクティブキャラクターであり、持ち物がいっぱいだと回収できない。1つのマスに配置できるアイテムは5つまで。段ボールなどの特定のオブジェクトを調べると入手できる場合がある。物語の進行に合わせて配置テーブルが変化し、新しいアイテムもドロップするようになる。
アイテムメニューでは、まずアイテムを選択して手に取り、その後別のキャラクターに渡したり使用したり装備させたり、前方に置いたり放り投げたりができる。なお、スキルやシガバネの条件判定では誰が所持していたアイテムかも参照される。
キャラクターには持ち運べるアイテムの重量に上限があり、前線に出ているキャラクターは所持しているアイテムの重量が上限に対して一定の割合を超過するとストレスの上昇速度が上がるなどのペナルティが発生し、上限をオーバーしていると移動できなくなってしまう。サポートメンバーはどれだけオーバーしていても移動に影響はない。
フィールドに置かれたアイテムは日数や章が経過しても消滅はしないが、海などに向かって投げると消滅してしまう（壁にぶつかれば一部を除いて消滅はしない）。また、水辺や特定の敵が近くにいる場合など、死亡時の状況次第ではアイテムが消滅してしまう場合もある。アップデートにより、水辺に消えたアイテムはガレキ島の浜辺に流れ着くようになった。
各廃墟には、毎日特定の場所にランダムでアイテムが再配置される。オブジェクトから入手できる場合も同様に再配置されるが、一部ランダムで中身が変わる場合もある。もっぱら水辺に落ちていることが多い。確率は低いが、かなり貴重な品が流れ着く場合もある。
他にも、特定のポイントで狩猟・釣り・採取が実行可能であり、この手段でのみ獲得できるアイテムは多い。実行には該当するアイテムを前線メンバーの誰かが所持している状態で、該当するスキルを習得しているキャラをアクティブにしてその場所を調べる必要がある。調べられる回数はスキルレベルによる。
一部アイテムは終盤では供給過多であり、消費しきれないアイテムはガレキ島内の水辺に放り捨てるなどして処理する必要がある。
死亡とエクステンド
キャラクターにはHPが設定されており、攻撃を受けたり罠にかかったりすると減少していき、最終的には死亡してしまう。死亡した場合、装備品を含めて持っていたアイテムは全て地面に落ちる。
死亡したキャラクターはエクステンドによって新しいクローン体を生成することができる。ただし、そのためには主に敵の部位破壊・撃破などで手に入る「スコア」を消費する必要がある。スコアさえ足りていれば回数に制限はない。
敵を倒して獲得したスコアは、エクステンドマシンを調べないと正式にプールされない。なお、エクステンドマシンにプールされたスコアは上記の帰還の際には消費されない。プール時には100万以上は表示されないが、実際は問題なくプールされる。
エクステンドしたキャラクターはサチカを除いて幼年期の体となってしまう。幼年期の間はステータスが低下し、さらに重い武器などは使用できない。アップデートにより、幼年期でも全ての武具を装備することは可能となったが本来の性能の1/4の効果しか得られなくなった。また、幼年期のキャラに不向きな装備は「幼年期△」と表示されるようになった。
作中における「生涯で」という言葉は、クローンが生成されて一度死ぬまでを指す。
シガバネボーナス
キャラクターが死亡した際、その状況に応じて個別にアンロックされるボーナス。
例えば、酸"で"殺された、男性型クリーチャ"に"殺された、3方向が壁に囲まれた"状態で"殺された、というようにいくつかパターンが存在している。また、キャラクターごとに固有のものもある。
シガバネボーナスはエクステンド時に活性化させることで寿命の延長や特定要素に対する耐性の獲得といったボーナスを得ることができる。主に死因・敵に対してはそれに対抗する耐性が、状況に対しては攻撃力アップなどの効果が得られる。
獲得後は以降ずっと適用されるが、獲得するたびにエクステンドに必要なスコアが増加していく。任意にボーナスを活性化させずにエクステンドすることも可能。ただし、特定のシガバネボーナスのみ活性化させることは不可能であり、0か100かの選択しかできない。一部、特定のシガバネボーナスを得ていると開錠できない仕組みがある。
未発生のボーナスは各キャラクター固有のもの以外は大雑把なヒントが記載されており、誰かしらが獲得することで全員開示される。
各キャラクター全ボーナス発生でトロフィーが獲得でき、パワーアップもできることから、寿命が近づいたキャラクターはできるだけ未体験の死因で死亡させることが攻略のカギである。
戦闘
廃墟では様々な敵が出没し、多くは8人を見つけると攻撃を仕掛けてくるので、その敵に対して左スティックでカーソルを合わせて□ボタンで攻撃を行う。
長押しすることでチャージ攻撃となる。攻撃可能な人数分だけチャージすることができ、連続攻撃が行われる。この攻撃は、メンバー同士の仲がいいと強化される。また、後述するコンボの発生や部位攻撃など優位点が多数存在するが、遠距離攻撃はチャージ武器では行われない。チャージ中に移動すると普段よりスタミナが速く減ってしまう。チャージゲージにはピンク色のマーカーが存在しており、このタイミングで一旦ボタンを離してまた押すと、攻撃可能なキャラ全員が一気にチャージ終了する。
一度攻撃を行ったキャラクターはクールタイムが発生して数秒間攻撃できない。チャージ時間やクールタイムはキャラクターとその状況によって異なる。
連続してチャージ攻撃を当てるとコンボが発生し、コンボカウント横にあるゲージが尽きるまでにさらに攻撃を当てることでコンボが継続する。多くコンボを繋ぐことで、ゲージが尽きた後にボーナスでスコアが獲得できる。
武器の中にはスリングや弓、銃など「投射武器」が存在しており、攻撃するたびに専用の弾を消費する。ただし、弾が切れていても近接攻撃には使用可能。投射武器は女性のみスキル適性がある。
敵のHPを0にできれば撃破でき、経験値が獲得できる。動物であれば一部を除いて確定で肉が、ランダムで素材アイテムなどのサブアイテムをドロップする。なお、高難易度でないとドロップしないアイテムもある。
敵によっては部位が存在している場合があり、そこにカーソルを合わせて攻撃することで部位へのダメージとなり、一定以上与えることで破壊できる。部位破壊は別途に経験値が獲得でき、スコアも高め。また、その部位を使った攻撃を封じられたり隠されていた弱点が露出したりする。特定個所の部位破壊によってのみドロップするアイテムもある。
敵によっては左右や背後を含めた広範囲への攻撃が可能な場合があり、正面を向いてなくも油断は禁物。敵の攻撃はすべて別の敵に対してダメージが発生するため、巻き添えで倒される場合もある。
拠点であるガレキ島には敵は出現しないが、稀にダンガンロンパシリーズのキャラクター「モノクマ」が出現する場合がある（出現時に笑い声が聞こえるというメッセージが出る）。接近すると攻撃してくる。撃破すると大量の経験値と強化素材、貴重な装備が入手できる。他にも、ケイトラセオイという種類の獣が登場する場合がある。
一度倒した敵は廃墟から脱出してもやられたままだが、数日経過すると復活する。また、破壊した部位などは出入りした時点で回復する。ボスも、しばらくすると登場した場所に復活する他、ストーリーが進むと別の場所でも出現する場合がある。
敵味方の攻撃にはいくつか属性が存在しており、キャラごとに細かい耐性に差異がある。属性は打・斬・突・音波・高温・酸・低温・電気・腐敗がある。
状態異常
敵の攻撃の中には毒・麻痺・怯え・負傷・悪臭といった状態異常を受けるものがある。毒は時間経過によるダメージ、麻痺は攻撃の不可、怯えはクリオネの使用不可、負傷は攻撃力と積載重量の低下、悪臭はストレスの増加と敵の察知感度上昇、といった悪影響をおよぼす。
状態異常にかかったまま死亡するとその種類に応じたシガバネボーナスが獲得でき、付与率の低下と影響の軽減という恩恵が得られる。ただし、影響を0にすることはできない（麻痺なら、通常攻撃は可能でもチャージはできない）。
また、怯え以外は、毒なら出血毒・神経毒・細菌毒と複数のパターンが存在しており、キャラによってどれに耐性があるかが異なる。シガバネボーナスはこれらすべてに存在している。
状態異常は別の状態異常を受けると上書きされる場合があるほか、最低難易度ではそもそもかかることはない。
クリオネ
ストーリー途中から獲得できる、寄生生物による特殊能力。○ボタン長押しで、操作キャラクターがクリオネモードに移行する。ただし、幼年期では使用不可。
攻撃型と補助型が存在し、各キャラクター1つずつ装着できる。ただし、装着にはエクステンドマシンを使う必要があり、さらにスコアを消費する。一度装着したクリオネは死亡しても解除されないが、付け替えや再装着にはスコアが必要。
敵にカーソルを合わせることで攻撃型、画面左右にあるキャラの顔アイコンにカーソルを合わせることで補助型の効果を発動する。
クリオネは使用すると侵食度が上昇し、100％に到達すると暴走によって死亡してしまう。侵食度は基本的に死ぬ以外でリセットされない。老年期では侵食度の上昇が低下する。
ボスをはじめとするクリオネ持ちの敵を倒すとドロップすることがある「卵」を回収し、クリオネ移植を選択することで使用可能にできる。アクティブにした卵は以降ドロップされないが、アクティブにしていない場合は重複入手してしまう場合がある。
ベース
ガレキ島にあるガレージを中心とした拠点。
倉庫、工作室、寝室、料理室、トイレといった施設を作成・拡張することができ、生活を有利にしていくことができる。ただし、素材とスキルが必要。とりわけパーテーションや鉄柵など専用素材は貴重なので、紛失しないように注意が必要。
- 倉庫：アイテムを置いておける。野ざらしでも消滅しないゲームなので重要度は高くないが、アイテム作成時には自動で参照してくれる。
- 工作室：武器をはじめとするアイテムの作成や装備の強化ができる。
- 寝室：1日経過するが体力を回復できる。また、「ソイネマッチング」で2人を1つの部屋で過ごすことで、スタミナを消費するがボーナスを獲得できる。
- 料理室：食材を調理して、回復効率を上げたりできる。各キャラクター1日につき2回まで実行可能（ミナモはスキルによって回数増加）。また、この施設は廃墟内に配置されている場合がある（作成可能なアイテムは料理室レベル依存）。
- トイレ：便意を解消できる。ただし、レベル1だと汚くてストレスが溜まってしまう。こちらも廃墟内に配置されている場合がある。

ソイネマッチング
就寝時に二人で一つの部屋で寝ることで、各キャラ固有のボーナスを取得できる。ただし、スタミナが30％減少してしまう。
生涯で初めてのソイネマッチングをした場合、そのキャラとの間に「ロストオーバージーン」が発生し、さらにボーナスが発生する。
寝室のレベルを上げることで、ソイネマッチング対象との間の好感度を上げることができる。これが一定以上になると各組み合わせで仲良くなる過程のイベントが発生する。
また、最大まで上がった状態でソイネマッチングをすると各組み合わせ3回まで一枚絵付きの「添い寝イベント」が発生するが、会話の内容が確実にただ添い寝しただけのものではない。このイベントは廃墟の任意イベントと違い、キャラの世代に関わらず発生し一枚絵もその世代に合わせたものになる。そのため、青年期以外は色々危険。
スキル
経験値を獲得していくとレベルアップが発生し、スキルポイントを獲得できる。このポイントを消費して、キャラクターごとに設定されたスキル一覧の中から任意のスキルを習得できる。ただし、特定のスキルが一定レベルになっていないと習得できないものも多い。
スキルは攻撃力アップなど攻撃を有利にするもの、料理など生活を有利にするもの、金庫開錠の容易化など探索を有利にするもの、といった効果がある。また、状態異常を回復する薬類は該当するスキルを持ったキャラクターが生存していないと使用できない。
全キャラ共通で習得できるスキルでもキャラごとに適性が存在しており、最大レベルが異なる場合がある。
割り振ったポイントはエクステンド時に大量のスコアを消費することでリセットできる。ただし、ボーナス活性化が強制であり、ただ活性化した場合の5倍ものスコアが必要となる。
アルバム
ストーリーが進行すると解禁される機能。過去のイベントを回想することができる。
任意に各キャラの世代を変更することができ、本来は状況的にあり得ない設定も可能。上記の添い寝イベントもこれに合わせて変化する。
ステミスカイ
ストーリー進行で解放されるミニゲーム。横スクロールシューティング。ランキングに入ることでトロフィーを獲得できる。
操作方法は、左スティックで高速移動、十字キーで低速移動、○ボタンで通常弾、×ボタンで近接攻撃、右スティックでレーザー、となっている。HPが存在しており、これが0になるとボムが発動して画面全体にダメージを与えつつ撃墜となる。
ステージ構成は完全ランダムであり、同じ開始直後でも壁が配置されているか否かやボスの攻撃パターンさえも異なる。その上で、ステージ進行で敵やボスの構成に新パターンが追加され、時間経過で敵の攻撃は激しくなっていく。
スコアを獲得していくと、スコア下のゲージが伸びていき、最大になると残機が増える。状況次第では一度に5，6機増えることもある。残機アイコンは4つまでだが、5以上は数値に変更される。
特徴として、スコア倍率があることとHPが単純に耐久力である以外に燃料も兼ねているということ。
スコア倍率は敵を連続で倒し続けることで維持され、最大9.9倍まで上昇するが、敵を撃破せずに一定時間が経過すると即座に1倍に戻されてしまう。高得点を目指すためにはこの倍率を高く維持することは必須であり、スコアの獲得＝残機の増加というシステムもあって、基本的にスコア倍率＞HP残量という優先度となる。そのため、障害物などで敵の素早い撃破が難しい状態になってしまった場合、残機に余裕があればあえて撃墜されてボムで攻撃するなど倍率維持を狙うのも手の一つとなる。
また、このゲームの攻撃は全てHPを消費する。当然のことながら、有用・強力な攻撃ほど燃費は悪い。不足する場合は不発とならず、即座に撃墜となる。
上記の通り、攻撃はボムを除けば3種類あり、それぞれ威力・攻撃範囲・消費・スコア倍率が異なる。そのため、状況に合わせて素早く使用する武器を選択する必要がある。
- 通常弾：正面に弾を1発撃つ。長押しで撃ち続けるが、連打する方が連射速度は速い。消費は少ないが、正面のみ・低威力・弾を消せないなどの弱点があり、もっぱら雑魚向き。
- 近接攻撃：近距離全方向に対して攻撃を放つ。消費は増えたが威力の倍率はそれ以上のため、効率はいい。弾を消去できるため緊急時の防御にも使えるが、発動時間が短く連射性が通常弾ほどではない。通常弾の2.5倍のスコアが獲得できるため、ボス戦で活躍する。
- レーザー：右スティックを傾けた方向にレーザーを放つ。幅が太くないため、慣れないと狙い撃ちが難しい。弾を消すことも可能。HPさえあれば継続して撃ち続けられるので全方位の敵を蹴散らしたりもできるが、消費が最も激しく威力も近接攻撃ほどではない。得点レートは1.5倍。

一方、敵にはバリアを持った敵が配置されている場合がある。バリア持ちは通常のものと比べて輪郭の色が異なっており、その色に対応した攻撃は完全に無効。緑は通常弾、赤は近接、青はレーザー、紫は近接・レーザー、黄は通常弾・近接、水色は通常・レーザーが、それぞれ無効となる。ボスにもこのバリアが設定されている場合がある。この配置も完全ランダムで、ボスが紫バリア（通常弾のみ有効）を持っていたら諦めた方がいいと言える。
ランダムでアイテムが出現する場合があり、接触することでボム発動・一定時間レーザー無消費・移動速度アップ・スコア獲得の4種類のいずれかを発揮する。このアイテムを何回か撃つことで別の効果に切り替えられるが、撃つたびに上下に逸れていってしまい、画面外に行きやすくなる。また、過剰に攻撃すると壊れてしまう。
コツとしては、見敵即殺のような攻撃はせず、できるだけ画面に敵が絶えない状況を維持しつつ撃破していく必要がある。とりわけボス戦前後は敵の数が少ないので注意が必要。燃費は悪いが背後や全周囲からの敵に対してはレーザーをあまり惜しまず使い、壁で阻まれたらあえて自爆してボムで殲滅し、ボスは周辺の子機も含めて近接攻撃で倒していくと高スコアが獲得しやすい。攻撃の選択・HPと残機の運用・敵構成が都合がいいかの運、といった要素が重要となる。倍率を意識してプレイするか否かで5倍前後はスコアに差が出る。

## 登場キャラクター

### 主人公
プレイアブルキャラクターとなる8人のクローン人間。比良坂サチカを除く7人には七つの大罪になぞらえた肩書が添えられている。
日暮 ハルト（ひぐらし ハルト）
肩書 - 「怠惰」の編集者
声 - 豊永利行
真実の記事によって人の助けとなることを志し、「真白出版」という出版社に就職した編集者。生真面目で常識的な性格のため、強烈なキャラクター性の持ち主ばかりである他の面々のツッコミ役に回っている。
真面目ではあるが保守的でなくむしろ知的探求心が旺盛なところがあり、リョウのアートの対象になろうとしたり人の内面を分析したりしている。
過去にDVに悩むシングルマザーの女性を特集したが、掲載される記事の確認を怠ったため、編集長が事前の取り決めを無視して彼女の素性が分かる状態で写真を掲載してしまったことに気付かず、復縁を求めて家に押しかけた彼女の元夫が諍いの末に彼女を刺殺するという事件が発生する。編集長は責任をハルトに押し付け、ハルトは退社する。その後自殺未遂を起こす。
ソイネマッチングの効果は「通常攻撃のダメージの増加」。全キャラで唯一全ての近接武器に適性を持つ他、異常回復系を除くキャラごとに適性が異なるスキルを全て中程度に使いこなせるマルチキャラ。それ以外の補助効果が乏しい。器用であり、金庫の開錠も得意。
三花締 リョウ（みかじめ リョウ）
肩書 - 「嫉妬」の芸術家
声 - 関俊彦
人物・物品問わずに縛り上げ、その姿を写真に残すことで芸術とする自称「緊縛アーティスト」。ただし、あまり儲かってはいないらしくカメラマンも兼業。軽薄で能天気な発言が多い一方、裏表がなく純粋であるため人に好かれるタイプ。
ムードメーカーだが、怖気づいて後ろ向きな意見を出すこともある。概ねゼンやユマにいじられることが多い。大の野菜嫌い。
不倫の末の子であり、父が母を捨てたことからネグレクトを受けていた。縛り好きなのは、幼いころに迷子防止ハーネスをつけてもらったことが原因。やがて母親と交際し出した相手が実際にはリョウを目当てとした小児性愛者であり、息子に手を出そうとする交際相手への怒りと自分を差し置いて愛されるリョウへの嫉妬に押し潰された母親に絞殺されかけ、意識を取り戻したときには母親は交際相手を殺害し自殺したあとだった。そのショックから、幼少期の記憶を失っている。
ソイネマッチングの効果は「マッピング範囲の拡張」。クリオネに関連したスキルが豊富で、後列において攻撃力・防御力を強化させることができるが、本作の主力である斬撃に適性がない。釣りが得意。
玖保田 ゼン（くぼた ゼン）
肩書 - 「憤怒」の農家
声 - 斎賀みつき
農業を営む青年。中性的な外見と裏腹な毒舌家であり、本心の読めない辛辣な言動で周囲を振り回す。名字で呼ばれることを嫌っており、他の人物もあだ名で呼ぶことが多い。
度々攻撃的な面を見せることもあるが、世話好きなところもあり家庭菜園も手掛ける。
自分が母親と祖父との息子であることが分かり素行が荒れる。兄の嫁が来て落ち着くが、その兄の嫁も祖父と関係を持っていた（祖父が経済的に困窮している女性を食い物にし、自分の息子や孫の妻として家に招き入れていた）ことを知って家族というものに嫌気が差し、家を出る。
ソイネマッチングの効果は「獲得スコアの増加」。前後列双方で攻撃力が上昇するスキルを持つなど、攻撃能力が高い。また、スキルでもスコアの獲得量を増加させられる。採取と狩猟が得意。
一葉 マモル（いちよう マモル）
肩書 - 「強欲」の医者
声 - 平田広明、松風雅也（幼年期）
筋骨隆々の体格を誇る小児科志望の研修医。理知的な振る舞いで周囲を落ち着かせる一方、悪ふざけには全力で付き合ったりと羽目を外すこともある。「愛」が口癖。
ソイネマッチングの効果は「一部状態異常発生の無効」。前列における戦闘適正とあらゆる回復アイテム適正が高く、さらに積載重量も高いという万能キャラ。狩猟が得意。
実は一人だけクローン再生される前の年齢が25歳ではなく、その正体は連続殺人鬼に殺害されたオリジナルのサチカの異母兄。サチカを見殺しにしたガレージキッドの7人に復讐するためにエクテンドテレビを作った。また、エクステンドの際に100％以前の状態ではなく死ぬ直前の状態がある程度反映される特性(システム的に言えばシガバネやレベルが維持される特性)を利用し、他のメンバーをエクステンドする前に何度も訓練してはエクステンドを繰り返し、マッチョな肉体を作り上げた。
芒野 リンコ（すすきの リンコ）
肩書 - 「色欲」の花屋
声 - 佳村はるか
花屋で働く女性。優しくおっとりとした性格だが、一方で周囲を困惑させる天然ボケのような発言も多い。やや理想主義で仲間意識が強い。
中学・高校時代にいじめられており、いじめからの庇護と引き換えに教師に性的関係を強要され、交際相手にその過去を知られて関係が破綻するなど、愛されたいという思いが空回りしたことで多くの男性と交流を持つことを厭わない歪みを抱えることとなった。
ソイネマッチングの効果は「チャージ速度の増加およびチャージ中のスタミナ減少無効」。なお、副次効果としてフルチャージのマーカー範囲も増加する。前後列双方で攻撃力が上昇するスキルを持ち、回復を強化するスキルを持つなど前線維持向けのキャラ。また、ソイネマッチングの効果に加えて斬撃を得意とするため、攻撃能力も高め。ハルト同様戦闘以外のスキルを中程度にこなす。
真白 ユマ（ましろ ユマ）
肩書 - 「暴食」のお嬢様
声 - 竹達彩奈
ぽっちゃりとした体形が特徴的な、真白財閥の令嬢。常に冷淡な口調で他者との慣れ合いを好まないが、その体型通り食べることには目がなく、時には食事を想像して口を動かす「エア食事」に耽る姿も見せる。
表情があまり変わらないまま冗談を言ったりするなど、つかみどころが内面も持つ。幼年期は普通の体系だが、曰く落ち着かないらしい。実はゲーム好き。
亡き妻への執着からクローン研究に出資していた父を暗殺されており、その際にクローン研究の否定へと考えを変えていた父から「研究の廃棄」を託されている。なお、その食と体型への執着は、亡き妻の面影や「役割」を求める父のために無理矢理太ろうとしていたのが習慣と化してしまったもの。
ソイネマッチングの効果は「確率でアイテムのドロップ数＋1」。後列の戦闘適応が高いが、近接攻撃は一番攻撃力が低くバリエーションも少なめな刺突しか適性がない。一方、元々女性陣が得意な投射武器に対し、固有のスキルを持つ。狩猟が得意。
瀬戸内 ミナモ（せとうち ミナモ）
肩書 - 「傲慢」の警察官
声 - 立花理香
関西弁で話す警察官の女性。明るく快活な性格で、正義感の強さからお節介焼きな一面も持つ。
弟がいた経験からか世話好きで、料理も得意。
弟が不良グループから万引きを指示されていることを知り、弟から強引に不良グループの情報を聞き出し摘発したため、逆恨みからの報復によって瀕死の重傷を負った。
ソイネマッチングの効果は「低確率で致死ダメージに耐える」。前列で攻撃力・防御力を上げられる他、チャージを高速化できるスキルを持つ。料理回数を増やしたりアイテム使用対象のスタミナやストレスを回復させるなど、サポート効果も多い。狩猟が得意。
比良坂 サチカ（ひらさか サチカ）
肩書 - 「原罪」の少女
声 - 鈴木愛奈
右手・左足が義肢となった少女。唯一肩書が七つの大罪に由来せず、成長状態も少女で固定されているなど8人の中では異質な存在となっている。
義肢は古いギャグ作品に出てくるようなレトロなデザインだが、意外にも細かい作業が得意。また、義肢は所持品扱いらしく死亡するとその場に残るようだが、再生された体にも装着されていたりする。
ソイネマッチングの効果は「獲得経験値の増加」。様々なスキルを高いレベルで扱える一方、他のメンバーよりも幼い年齢で固定されているため身体能力が低い。世代に応じた適応スキルを持たない代わりに、コストパフォーマンス高めの戦闘補助スキルを習得できる。コンボゲージの現象を抑えるスキルを持つため、スコア稼ぎにも便利。
実際には幼くして連続殺人犯に殺害された「比良坂サチカ」のクローンであるが、記憶を引き継いでいないため性格などはオリジナルのサチカとは全く異なっている。また、手足が義手であるのは、なぜかクローニングしてもその部位だけは形成されないため。
ガレージに集って遊んでいた8人組・「ガレージキッド」のリーダー的存在であり、天才的な頭脳と優しい心によって仲間に慕われていたが、後述の黒崎に生贄選びを強要された際、全員が「他の者は皆から慕われているサチカを指名しないだろう」と判断してサチカを選んだ結果、生贄として殺害されてしまう。かつて、マモルは火葬前にサチカの遺体を盗み出していた。しかし、体のすべてを持ち出すことは不可能であったため、殺害の際に切断されていた手足だけは置き去りにしており、それらのみが火葬されることになった。手足が再生されないのは火葬されたためではないか、とマモルは推察している。

### エクステンドTV
テラシマ ショウ
声 - 中尾隆聖
TV番組「エクステンドTV」のアシスタントを務める少年。主にボケ担当。
小学生なのだが、攻略ビデオをアレなビデオだと勘違いして大興奮するなど、スケベなところがある。
寒いダジャレに対する制裁など、時折差し向けられるギロチンを分身して回避できるほど身体能力が高い。
ミライ
声 - 野沢雅子
「エクステンドTV」の番組MCを務めるマスコット。雌羊。主にツッコミ担当。
ショウとは違い、ギロチンには毎回直撃してペケ字キーを残して消滅する。

### 主人公達の関係者
寺島ダイチ
マモルとサチカの実父であり、クローンのエクステンドマシーンの生みの親。技術と知能は天才的であるが倫理的な感性が抜けているマッドサイエンティストである。
愛人を何人も作るなど好色な一面を持つ。
黒崎ヨウスケ
オリジナルのサチカが小学生の頃、「ガレージキッド」の前に出現した連続殺人鬼。8人に対して「誰かを生贄に差し出せ」と目隠しでの指名をさせ、選ばれたオリジナルのサチカを殺害した。この事件がきっかけで、ハルトたち7人は元々幼少期の記憶が欠けていたリョウも含めて小学生時代の記憶を失くしており、当初は自分たちが小学生時代の友人同士であることに気付かなかった。
その外見は現在のハルトにいくらか近かったため、ハルトは記憶をある程度取り戻したメンバーから疑われる羽目になった。

### その他
オルガ
本編には登場しない「手記」に描かれる女スパイ。クローンが宗教的に忌避されるとある国から送り込まれ、寺島ダイチの暗殺およびクローン廃止を目的として暗躍していた。そのため、寺島博士にハニートラップを仕掛けて、愛人になる。

## 敵キャラクター

### 獣
ヤギ
山羊。最初に遭遇する敵で、唯一攻撃するまでこちらから逃げるなど作中で最弱。ただし、全力体当たりはノックバック特性があるので、タイミングが悪いと攻撃が空振りする場合がある。
種類は1種類のみだが、角の有無で違いがある。倒すと山羊乳をドロップする場合がある(本作では牛は登場しないので、唯一の乳要素)。
ちびブタ系
名前の通り小型のブタ。主な攻撃方法は体当たりだが、中盤以降に登場する種類では遠距離攻撃を仕掛けてくるため、暗がりでの不意打ちに注意が必要。
ピンク色のちびブタの他、アオちびブタ・クロちびブタが存在する。能力的にも数的にも肉を入手しやすい上、クロちびブタの落とす皮は最強防具の素材となる。
ニコアタマトカゲ系
尻尾が頭のような形になっているトカゲ。2マス先まで攻撃が届くので注意。このタイプのみ、倒しても肉をドロップせず、尻尾を部位破壊することで入手できる。ヤギとは逆に、ある程度ダメージを与えると逃げ出す。
頭部が赤く尻尾が青いニコアタマトカゲの他、色合いが逆になったサカサニコアタマトカゲが存在する。尻尾は油の原料となり様々な用途で使用される。また、サカサの落とす牙や粘液も用途が多い。
サル系
猿。爪には毒があり、迂闊に食らうと危険。中盤以降に登場する種類では攻撃を食らうことで入手できる素材がある（これ以外では採取で入手可能）。意外と重いため、何度も食らうとキャパオーバーになってしまうことも。
シロイサルの他、クロイサルやキイロイサルが存在する。なお、キイロイサルのみが高難易度でドロップする毛皮はドロップアイテムでもとりわけ入手確率が低い。
イノシシ系
鱗を纏った猪。主攻撃の突進はかなりの距離を突っ込んでくる上に食らうと後ろに2マス飛ばされてしまう。これによる衝突ダメージや水没による被害は相当であり、正面戦闘は避けたい強敵。狭い通路では後退するほかない。
黄色いでかイノシシの他、赤黒いウロコイノシシが存在する。どちらも鱗は装甲や研磨剤として使われる。
レンジカニ
レンジを背負ったヤドカリ。攻撃は通常攻撃の他に電撃を伴ったものがあるが、見た目で判別することはできない。そのため、シガバネボーナスの獲得がやや面倒。
レンジカニはこれ1種しか存在しないが、ヤドカリに分類される敵は後述のケイトラセオイも含まれる。高難易度では用途が多い発電ユニットを落とす。
ケイトラセオイ系
軽トラを背負ったヤドカリだが、そのサイズはもはや既存の甲殻類を大きく上回る。作中の雑魚としても最大。全ステータスが高く、正面3マスに攻撃可能で攻撃も意外と速いなど強敵。軽トラには弱点が隠されており、ここ以外への攻撃は危険。
ケイトラセオイの他、ランダムでガレキ島にしか登場しないアオイケイトラセオイが存在する。どちらも甲殻をドロップし、武器や防具の素材となる。
オオニワトリ系
ケイトラセオイに次いでサイズの大きい鶏。ステータスは高めだが攻撃範囲も狭く動きも素早いわけでもないため、脅威度は並み。東部の他に背中にも弱点部位があるが、臨戦態勢に入ると狙えなくなる。
オオニワトリの他、青黒いオオシャモが存在する。通常の肉に加え、背中の部位を破壊した時のみ貴重な肉が手に入る他、高難易度では用途の多い羽根を落とす。
ダルマシャチ
やや丸っこいシャチ。アザラシのような動きで陸上でも活動できる。雑魚の中で唯一水中を自由に移動でき、さらにそこから攻撃してくる。ただし、近接攻撃しかできず、水中にいても攻撃は当てられる。
登場するのは1種のみ。倒すと入手できる海鮮肉は用途が少なく、出現数も多めでやや供給過多になりがち。
キュウケツトリ
鋭い嘴をもった鳥。3匹で1体扱いであり、本体に当たる1匹と部位に当たる2匹で構築される。体が小さく配置を動かしたりするので照準を合わせにくい。残数分だけ連続で攻撃してくる。ダルマシャチとは別に、水上を移動できる。
登場するのは1種のみ。倒すと裁縫針などでも使用される嘴をドロップする。また、他の敵と異なり、部位に当たる鳥も本体と同様のアイテムをドロップする。

### クリーチャ
男性型クリーチャ
首が折れ曲がった男性のクリーチャ。左腕がクリオネとなっており、正面に対して伸ばして遠距離攻撃を仕掛けてくる他、全方位に液体をまき散らして攻撃してくる場合がある。クリオネ以外では頭突きをしてくる。
クリーチャの中でもバリエーションが豊富で、クリオネがないパターンや影男型という別種も存在する。影男型は視界にいると移動しないが、視界にいない時に猛スピードで接近してくる特性を持つ。
女性型クリーチャ
顔が異常に変形した女性のクリーチャ。首に巻いたスカーフがクリオネとなっており、男性型ほどの射程はないが全方向に向きを変えずに攻撃が可能。クリオネ以外では左腕でビンタをしてくる。左腕も破壊可能だが、ビンタはしてくる。
男性クリーチャにも言えることだが、場所に応じて服装が変化する。
肥満型クリーチャ
下半身が退化した太ったクリーチャ。もはや性別は判断不可能。舌がクリオネとなっており、遠距離攻撃や武器を払い落とす近接攻撃をしてくる。クリオネを破壊すると攻撃手段を失う。
擬態型クリーチャ
マネキンの頭部に腕が生えた異様な姿のクリーチャ。擬態の名の通り、マネキンの頭部として床に転がってこちらを欺いてくる。擬態中は素通り可能だが、攻撃してしまうと自爆によって全員が大ダメージを受ける。小型ながら攻撃能力は高く、気づかず部屋の中に入って襲われるとかなり危険。
ボスクリーチャ1
一つ目・首から伸びたクリオネ・手に持ったパイプ椅子が特徴的なクリーチャ。一歩も動かず、攻撃範囲に入った敵に対して攻撃してくる砲台。クリオネとパイプ椅子を破壊すると攻撃手段を失う。
クリオネ攻撃は3種類あるが、見た目にはわからないためシガバネボーナスの獲得が面倒。
ボスクリーチャ2
折れ曲がった巨躯に加え、頭部から下がった別の胴体が特徴的なクリーチャ。顔面から生えたクリオネがある状態だと、周囲に対してガスをまき散らし、近接攻撃には状態異常が付与される。
終盤に雑魚として別の種類が登場する。こちらは見た目にはわからないが状態異常付き近接攻撃が2種類あり、やはり見分けがつかないのでシガバネボーナスの獲得がしづらい。
ボスクリーチャ3
左右の方から異なるクリオネが生えているクリーチャ。分かりづらいが、背中にも部位があり、ここから正面広範囲に対して攻撃を仕掛けてくるため隙をつかないと接近が困難。接近しても左右のクリオネからの攻撃に気を付ける必要がある上、クリオネを破壊したらしたで強力なパンチを放ってくる。
ボスクリーチャ4
ケイトラセオイ並みの巨体を誇るクリーチャ。概ね人の形を保っているクリーチャの中では、女性の上半身＋四足歩行という異質な姿を持つ。左右の腕から広範囲に放たれる毒ガスや下半身から放たれるパイルバンカーを回避するため、狭いところでの戦闘は避けたいところ。ガスは両腕を破壊することで封じることが可能。
ボスクリーチャ5
生物の骨のようなパーツをかぶったクリーチャ。頭部パーツを破壊すると攻撃パターンが変化するという変わった特徴を持つ。水中を移動でき、そこから広範囲に攻撃できるという厄介な能力を持つが、陸上においては"単体では"さしたる脅威度はない。
このボスの登場エリアでは、該当エリアのシナリオクリア後には他にも3種類のボスが登場する可能性があるなど、乱戦要素が強い。
ボスクリーチャ6
比較的まともな形状の本体の股下から生えたクリオネにまたがっている姿が特徴的なクリーチャ。最大の特徴は再生能力を持つこと。部位破壊をしなければダメージを与えることができないのだが、条件を満たさない限りは部位破壊をしてもすぐに再生し、なおかつ体力も一定スピードで回復するため、そのままでは倒すことがほぼ不可能。また、再生能力喪失の条件を満たすためにはボスの攻撃を回避しつつステージ周囲の小部屋を探索せねばならず、狭いエリアに追い詰められやすい。条件を満たして再生能力を奪ったとしても、その後はトップクラスの超広範囲攻撃を断続的に放ってくるという厄介な特徴を持つ。
ボスの中でも1，2を争うほど倒しづらく殺されやすい部類に入るが、最高難易度では最大5体ほど同時に出現する。再生能力の解除もその数の分だけ手間が増える上、戦場は狭い通路が多いためちゃんと考えて行動しないと容易に挟み撃ちを食らう。
クロスケ
全身が真っ黒なクリーチャ。明確な意思を持っており、サチカを目の敵にしている。8人全員に恐怖が刻まれており、当初はその声を聴いただけで動けなくなるほど。中盤からその姿を見せ、何とか逃げることがイベントとなるほど強敵として描かれる。
非常に機敏で、瞬く間に距離を詰めてくる難敵。ナイフによる攻撃は素早く、見て回避することは不可能。さらに、溜めこそ長いため回避は容易だが、食らえば一撃で死ぬ攻撃を振るう。防御力も高く、左胸に見える心臓への攻撃以外はまともなダメージが期待できない。
終盤では機動力はそのままにクリオネを複数纏ってフルアーマー化した姿で登場。攻撃パターンが増えて攻撃範囲が広くなっている上、即死攻撃は下手をすると一気に8人全滅する可能性すらある。ただし、いずれも攻撃モーションを見てから回避することは可能ではある。ちなみに、フルアーマーか否かで得られる殺害者系シガバネが異なる。

## 世界観・設定
クローン人間
人類最後の生き残り。寿命は13日で、その13日間に幼年期から老人期まで急成長する。この際、かなりの激痛を伴う。例外として比良坂サチカのみ成長段階が少女で固定され、寿命による死亡も起こらない。
死を迎えたクローンはペケ字キーと所持品を残して白い砂となる。イベントで骨格がまるでロボットのようになっているのを確認できるが詳細は不明。
寿命や戦闘により生命を失ってもスコアを消費することで、後述のエクステンドマシンにより再生が可能。
へそのところには「ペケ字キー」と呼ばれる謎の機械があり、これは死ぬまで外れず、外すと死んでしまう。クローンの全記憶が蓄積されており、これを使ってエクステンドを行う必要がある。なお、サチカだけデザインが異なる。
ガレキ島
クローン人間たちの拠点となる島。中心にはガレージがあり、ここを中心に様々な施設が設置される。
エクステンドマシン
ガレキ島の中心部にあるガレージに配置された施設。クローン人間の再生（エクステンド）を行う。外見はアーケードゲームの筐体。所々ボタンが欠けている。
未完成らしく、廃墟に隠されたパーツの入手によって様々な機能が解放される。すべてのパーツを回収することで、クローンの寿命制限は解除され、人類の再繁栄が可能となるとのこと。パーツは筐体のボタンの形をしているが、その形はただのボタンというには複雑すぎる形をしている。
マシンの中には幼年期およびそれ以降用の衣服が大量に用意されている。
エクステンドTV
ガレキ島や廃墟の各所においてあるテレビから放送されるアニメ番組で、ゲームのナビゲーションの役目を持つ。
毎度ナイスタイミングで流れるため、何者かの監視を予感させている。また、実はテレビには電源がつながっておらず、その正体は不明。
クリーチャ
廃墟を徘徊する、異様な姿をした化け物。8人を発見すると率先して攻撃してくる。
エクステンドTVでは「人間のなれの果て」と語られているが、クリオネ(後述)によって乗っ取られ、ゾンビと形容できる姿となっている。また、侵食が進んだ結果なのか、下半身がないなどの歪な形の個体も存在している他、マネキンの頭部から手が生えているという異質なケースもある。
個体によっては体からクリオネが生えており、これを使った攻撃をしてくる場合が多い。
実は、その正体は稀に発生する8人のクローンの失敗作。失敗の過程に当たって各クローンの記憶に残っている存在に擬態しており、内部にはハルトたちと同じ姿をした存在が潜んでいる。撃破と同時に消滅するため中身は確認不可であるが、ちょうど生み出されたところを目撃したことで発覚した。
クリオネ
謎の寄生生物。実在のクリオネとは外見が全く異なる。
本来であれば寄生されると乗っ取られてしまうが、クローンたちはペケ字キーによって侵食が抑制されているためある程度であれば制御可能。
普段は体の中に隠れており、宿主の意志に応じて腕を突き破る形で出現する。そのため、発動には痛みを伴うが、解除することで出血痕こそあるが傷はそっくり塞がる。
なお、クリオネ（CLIONE）とクローン（CLONE）はわずか一字違いである。